# Cultura árabe
Cultura árabe refere-se à cultura dos países em que a língua oficial é o árabe (embora a língua árabe em alguns deles seja minoria), e os estudiosos ocidentais costumam chamá-los de "países árabes". Situados estes na Ásia Ocidental e Norte da África, do Marrocos ao Mar Arábico. Língua, literatura, gastronomia, arte, arquitetura, música, espiritualidade, filosofia, misticismo (etc.), fazem parte do patrimônio cultural do mundo pan-árabe.
O mundo árabe é muitas vezes dividido em regiões separadas, incluindo o Vale do Nilo (consistindo de Egito e Sudão), Magrebe  (consistindo de Líbia, Tunísia, Argélia, Marrocos e Mauritânia  e Saara Ocidental), Crescente Fértil (composto por Iraque, Líbano, Síria, Palestina e Jordânia) e da Península Arábica (composto pelo Iraque, Barém, Catar, Arábia Saudita, Emirados Árabes Unidos, Iêmen e Omã).

## História
Enquanto a Europa mergulhava na Idade Média, no século VI, os árabes absorviam o conhecimento da antiga Pérsia em conjunto com a herança do conhecimento helênico.
Isto fez com que talvez pela primeira vez na história tenha acontecido uma harmonização em um todo da ciência com a filosofia, a teologia e a matemática.
Com a expansão do Islã por fronteiras distantes como a Península Ibérica, o caldo de culturas resultante tornou-se extremamente propício para o desenvolvimento do conhecimento.
A efervescência cultural desse período permitiu notáveis avanços nas artes e nas ciências. Em particular, no campo da matemática, dois fatos importantes ocorridos no âmbito da cultura árabe mudaram a forma de o mundo realizar cálculos e expressar os números. No século VII um matemático muçulmano da Índia criou o conceito do "zero". No século IX, um dos maiores matemáticos de todos os tempos, al-Khwarizmi, escreveu sua principal obra onde formalizou o conceito de notação posicional. Esses conceitos tiveram seu impacto sobre o mundo da época amplificado e seu espalhamento acelerado graças à invasão árabe e à popularização dos algarismos arábicos.
Nesta época, surgiram muitos cientistas e matemáticos notáveis no mundo árabe como, por exemplo:
- Abu al-Qasim Maslamah al-Majriti (de Madrid), foi o mais antigo astrônomo árabe-espanhol.
- Ibn Sina, conhecido mais comumente por Avicena, cujo trabalho mais consagrado é "Al-Qanun Fil-Tibb", ou "O Cânone da Medicina". Tendo sido um dos maiores nomes da história da Medicina, Avicena foi também chamado de o "Príncipe da Medicina".